# Franz Ferdinand Greiner
Franz Ferdinand Greiner (* 3. April 1808 in Stützerbach; † 9. Juni 1855 ebenda) entwickelte gemeinsam mit dem Wandergesellen Wilhelm Berkes das erste industriell gefertigte deutsche Thermometer.

## Wirken
Greiner übernahm die väterliche Wassermühle in Stützerbach. Er besserte seinen Lebensunterhalt durch Lampenglasbläserei auf und fertigte auch Glasperlen  und Nippesartikel. Sein Versuch, Thermometer herzustellen, blieb jedoch ohne Erfolg, bis er den wandernden Glasbläsergesellen Wilhelm Berkes als Gehilfen einstellte.
Gemeinsame Versuche mit Berkes, der die Herstellung von Thermometern möglicherweise in Frankreich auf seiner Wanderschaft beobachtet hatte, führten zum Erfolg. Dabei brachte besonders der Wechsel zur Füllflüssigkeit Quecksilber den Durchbruch. Greiners Verdienst besteht vor allem darin, das wirtschaftliche Potential dieser Entwicklung erkannt und zielgerichtet die industrielle Fertigung weiterentwickelt zu haben.
So entstand ein prosperierendes Unternehmen, in dem im Lauf der Zeit 64 verschiedene Sorten von Aerometern und Thermometern sowie weitere physikalische und technische Instrumente gefertigt wurden. Mit seiner Pionierarbeit auf dem Gebiet der Herstellung physikalischer und chemischer Glasartikel legte Greiner den Grundstein für die Entwicklung der deutschen Thermometerindustrie.

## Literarische Verarbeitung
Die Begegnung F.F. Greiners mit W. Berkes und die anschließende erfolgreiche Herstellung des ersten Glas-Thermometers auf deutschem Boden, beschrieb der Schriftsteller Bodo Kühn in seinem Roman „Licht über den Bergen“. Dabei stellte er die Handlung in den historischen und sozio-kulturellen Kontext der damaligen Lebensverhältnisse einfacher Bergbauern, Handwerker und Glasbläserfamilien des Thüringer Waldes zu Beginn der industriellen Revolution. Im Zusammenhang damit werden auch Verbindungen zu Justus von Liebig genannt, der damals aufgrund seiner Forschungen erhöhten Bedarf an technischen Gläsern hatte.